# ZARD BEST ~Request Memorial~
《ZARD BEST ~Request Memorial~》은 일본의 밴드 ZARD의 두 번째 베스트 음반으로, 1999년 9월 15일 발매되었다. (CD: JBCJ-1024) 팬들의 투표로 수록될 곡을 정했으며, 1번 트랙부터 14번 트랙까지 득표가 많은 순서대로 수록했다. 정규 음반 《HOLD ME》부터 이 음반까지 9작품 연속으로 밀리언 셀러를 인정받았으며, 이 기록은 일본 음반 차트에서 연속으로 밀리언 셀러를 달성한 최고 기록이다.
동년 발매되었던 정규 음반 《영원》과 베스트 음반 《ZARD BEST The Single Collection ~궤적~》과 함께 제 14회 일본골드디스크대상에서 '록 앨범 오브 더 이어'를 수상했다.

## 수록곡
| #            | 제목 | 작사          | 작곡                  | 편곡                                | 재생 시간 |
| ------------ | --- | ------------- | --------------------- | ----------------------------------- | --------- |
| 1.           | 〈〈Don't you see!〉〉                                                                                        | 사카이 이즈미 | 쿠리바야시 세이이치로 | 하야마 타케시                       | 5:01      |
| 2.           | 〈〈당신을 느끼고 싶어요〉〉 (あなたを感じていたい 아나타오칸지테이타이[*])                                   | 사카이 이즈미 | 오다 테츠로           | 오다 테츠로                         | 5:10      |
| 3.           | 〈〈숨도 쉴 수가 없어〉〉 (息もできない 이키모데키나이[*])                                                    | 사카이 이즈미 | 오다 테츠로           | 하야마 타케시                       | 4:37      |
| 4.           | 〈〈너를 만나고 싶어지면...〉〉 (君に逢いたくなったら… 키미니아이타쿠낫타라[*])                               | 사카이 이즈미 | 오다 테츠로           | 하야마 타케시                       | 3:47      |
| 5.           | 〈〈그 미소를 잊지 말아요〉〉 (あの微笑みを忘れないで 아노호호에미오와스레나이데[*])                          | 사카이 이즈미 | 카와시마 다리아       | 아카시 마사오                       | 4:24      |
| 6.           | 〈〈Oh my love〉〉                                                                                            | 사카이 이즈미 | 오다 테츠로           | 아카시 마사오                       | 4:33      |
| 7.           | 〈〈이별인사는 지금도 가슴 속에 있어요〉〉 (サヨナラは今もこの胸に居ます 사요나라와이마모코노무네니이마스[*]) | 사카이 이즈미 | 쿠리바야시 세이이치로 | 하야마 타케시                       | 5:06      |
| 8.           | 〈〈My Baby Grand ~따스함이 필요해서~〉〉 (My Baby Grand 〜ぬくもりが欲しくて〜 -누쿠모리가호시쿠테[*])       | 사카이 이즈미 | 오다 테츠로           | 이케다 다이스케                     | 4:13      |
| 9.           | 〈〈forever you〉〉                                                                                           | 사카이 이즈미 | 오다 테츠로           | 아카시 마사오                       | 4:41      |
| 10.          | 〈〈돌연〉〉 (突然 도츠젠[*])                                                                                 | 사카이 이즈미 | 오다 테츠로           | 하야마 타케시                       | 4:35      |
| 11.          | 〈〈머나먼 날의 Nostalgia〉〉 (遠い日のNostalgia 토이히노-[*])                                                | 사카이 이즈미 | 모치즈키 에이스케     | 아카시 마사오                       | 4:47      |
| 12.          | 〈〈비에 젖어〉〉 (雨に濡れて 아메니누레테[*])                                                                | 사카이 이즈미 | 쿠리바야시 세이이치로 | 아카시 마사오                       | 4:33      |
| 13.          | 〈〈I still remember〉〉                                                                                      | 사카이 이즈미 | 쿠리바야시 세이이치로 | 아카시 마사오                       | 6:07      |
| 14.          | 〈〈MIND GAMES〉〉                                                                                            | 사카이 이즈미 | 와타누키 마사아키     | 와타누키 마사아키 / 후루이 히로히토 | 4:27      |
| 총 재생 시간 | 총 재생 시간                                                                                                  | 총 재생 시간  | 총 재생 시간          | 총 재생 시간                        | 1:06:01   |